# Stella Gibbons
Stella Dorothea Gibbons (* 5. Januar 1902 in London; † 19. Dezember 1989 ebenda) war eine britische Autorin, Journalistin und Lyrikerin. Ihre bis heute anhaltende Bekanntheit begründet sich auf ihrem Erstlingswerk Cold Comfort Farm, einem parodistischen Roman, der in Thema, Figuren und Handlung auf Erzählungen von Autoren wie Thomas Hardy, D. H. Lawrence und den Geschwistern Brontë abzielt. Der Roman wurde mehrfach verfilmt oder für das Fernsehen verarbeitet und hat einen Platz im Kanon der komischen britischen Literatur gefunden.

## Leben
Gibbons war die Tochter eines Londoner Arztes und hatte eine turbulente und zum größten Teil unglückliche Kindheit und Jugend. Nach einer wenig auffälligen Schullaufbahn begann sie als Journalistin zu arbeiten. Ihre Reportagen und Essays erschienen überwiegend im Evening Standard und der britischen Frauenzeitschrift The Lady. 1930 veröffentlichte sie ihren ersten Gedichtband, der von der Kritik wohlwollend aufgenommen wurde. Gibbons selber verstand sich primär als Lyrikerin, nicht als Romanschriftstellerin. Die meisten ihrer Werke thematisieren das Leben der britischen Mittelschicht.
Gibbons wurde 1950 in die Royal Society of Literature aufgenommen. An ihrem Schreibstil heben Kritiker den Charme, den boshaften Witz und ihre Fähigkeit hervor, Situationen und Menschen wiederzugeben. Vereinzelt ist sie deshalb mit Jane Austen verglichen worden. Der Erfolg von Cold Comfort Farm überschattete so sehr ihre schriftstellerische Laufbahn, dass ihr übriges Werk weitgehend übersehen wurde.
Ihren Ruf begründete sie mit ihrem ersten Roman Cold Comfort Farm (1932), für den sie mit dem Prix Femina Étranger ausgezeichnet wurde. Der Roman – eine Parodie auf damals populäre romantische und teils sehr dramatische Erzählungen – zählt zu den Klassikern der britischen Literatur des 20. Jahrhunderts. Der Roman belegte Platz 88 bei der Wahl zum BBC Big Read, einer im Jahr 2003 von der britischen Rundfunkanstalt BBC einmalig erstellten Liste der britischen Lieblingsbücher. Die britische Zeitung The Guardian nahm 2009 den Roman in die Liste der 1000 Romane auf, die jeder gelesen haben muss. Der britische Kritiker Robert McCrum wählte ihn 2014 erneut zu den 100 einflussreichsten englischsprachigen Romanen und begründet diese Wahl mit dem Einfluss, den der Roman auf nachfolgende britische Schriftsteller hatte. McGrum stellt den Roman auf eine Stufe mit Jerome K. Jeromes 1889 erschienenem Klassiker Drei Mann in einem Boot, weist aber darauf hin, dass Cold Comfort Farm anders als dieser komische Roman ein Lesepublikum fast ausschließlich in Großbritannien fand.
Obwohl Gibbons fast ein halbes Jahrhundert schriftstellerisch aktiv war, fanden weder ihre späteren 22 Romane noch ihre Lyrik eine mit ihrem Erstlingswerk vergleichbare Anerkennung. Sie selber distanzierte sich zunehmend von ihrem großen Erfolg. Gibbons verglich ihn in einem Essay mit dem Titel Genesis of a Novel für das britische Satire-Magazin Punch mit einem nicht ignorierbaren alten Onkel, dem man dankbar sein muss, weil er einem so ein reichhaltiges Taschengeld zur Verfügung stelle, der aber auch häufig nur peinlich und langweilig sei.
Auch in Großbritannien war ein großer Teil ihres Werkes über Jahrzehnte außer Druck, erlebte aber seit Beginn des 21. Jahrhunderts ein bescheidenes Comeback.

## Werke
Angegeben ist jeweils das Jahr und Herausgeber der britischen Erstveröffentlichung.

### Romane
- Cold Comfort Farm. Longmans, London 1932, OCLC 488370934 (englisch).
  - Deutsche Übersetzung (mit gleich lautendem Titel): Ullstein, Berlin 1998, ISBN 3-548-24349-5.
- Bassett. Longmans, London 1934, OCLC 1268745 (englisch).
- Enbury Heath. Longmans, London 1935, OCLC 771331617 (englisch).
- Miss Linsey and Pa. Longmans, London 1936, OCLC 771331622 (englisch).
- Nightingale Wood. Longmans, London 1938, OCLC 855282998 (englisch).
  - Deutsche Übersetzung: Der Sommernachtsball. Manhattan, München 2013, ISBN 978-3-442-54726-5.
- My American. Longmans, London 1939, OCLC 3352997 (englisch).
- The Rich House. Longmans, London 1941, OCLC 4598606 (englisch).
- Ticky. Longmans, London 1943, OCLC 3349161 (englisch).
- The Bachelor. Longmans, London 1944, OCLC 3656831 (englisch).
- Westwood, or The Gentle Powers. Longmans, London 1946, OCLC 560579821 (englisch).
- The Matchmaker. Longmans, London 1949, OCLC 752953786 (englisch).
- Conference at Cold Comfort Farm. Longmans 1949, London, OCLC 2550483 (englisch).
- The Swiss Summer. Longmans, London 1951, OCLC 3347559 (englisch).
- Fort of the Bear. Longmans, London 1953, OCLC 1268712 (englisch).
- The Shadow of a Sorcerer. Hodder and Stoughton, London 1955, OCLC 3298907 (englisch).
- Here Be Dragons. Hodder and Stoughton, London 1956, OCLC 3356228 (englisch).
- White Sand and Grey Sand. Hodder and Stoughton, London 1958, OCLC 4590193 (englisch).
- A Pink Front Door. Hodder and Stoughton, London 1959, OCLC 5755768 (englisch).
- The Weather at Tregulla. Hodder and Stoughton, London 1962, OCLC 3372249 (englisch).
- The Wolves Were in the Sledge. Hodder and Stoughton, London 1964, OCLC 5755731 (englisch).
- The Charmers. Hodder and Stoughton, London 1965, OCLC 560578870 (englisch).
- Starlight. Hodder and Stoughton, London 1967, OCLC 560579737 (englisch).
- The Snow Woman. Hodder and Stoughton, London 1968, ISBN 0-340-04264-8 (englisch).
- The Woods in Winter. Hodder and Stoughton, London 1970, ISBN 0-340-10570-4 (englisch).

### Kurzgeschichten
- Roaring Tower and other stories. Longmans, London 1937, OCLC 6705456 (englisch).
- Christmas at Cold Comfort Farm  and other stories. Longmans, London 1940, OCLC 771331616 (englisch).
- Beside the Pearly Water. Peter Nevill, London 1954, OCLC 6922440 (englisch).

### Kinderbücher
- The Untidy Gnome. Longmans, London 1935, OCLC 560579789 (englisch).

### Lyrik
- The Mountain Beast. Longmans, London 1930 (englisch).
- The Priestess and other poems. Longmans, London 1934, OCLC 7123475 (englisch).
- The Lowland Venus. Longmans, London 1938, OCLC 10421672 (englisch).
- Collected Poems. Longmans, London 1950, OCLC 3372203 (englisch).

## Einzelbelege
1. ↑  Oliver, S. 129.
2. ↑   1000 Novels everyone must read: the definitive List, abgerufen am 1. November 2014.
3. ↑  The Guardian: The 100 best Novels: no. 57 – Cold Comfort Farm by Stella Gibbons (1932), aufgerufen am 12. November 2014.
4. ↑  Zitiert nach The Guardian: The 100 best Novels: no. 57 – Cold Comfort Farm by Stella Gibbons (1932), aufgerufen am 12. November 2014, im Original sprach Gibbons von “some unignorable old uncle, to whom you have to be grateful because he makes you a handsome allowance, but who is often an embarrassment and a bore”.

| Personendaten    | Personendaten                                 |
| ---------------- | --------------------------------------------- |
| NAME             | Gibbons, Stella                               |
| ALTERNATIVNAMEN  | Gibbons, Stella Dorothea (vollständiger Name) |
| KURZBESCHREIBUNG | britische Autorin, Journalistin und Lyrikerin |
| GEBURTSDATUM     | 5. Januar 1902                                |
| GEBURTSORT       | London                                        |
| STERBEDATUM      | 19. Dezember 1989                             |
| STERBEORT        | London                                        |